# Puccinia thaliae
Puccinia thaliae är en svampart som beskrevs av Dietel 1899. Puccinia thaliae ingår i släktet Puccinia och familjen Pucciniaceae.   Inga underarter finns listade i Catalogue of Life.

## Bildgalleri

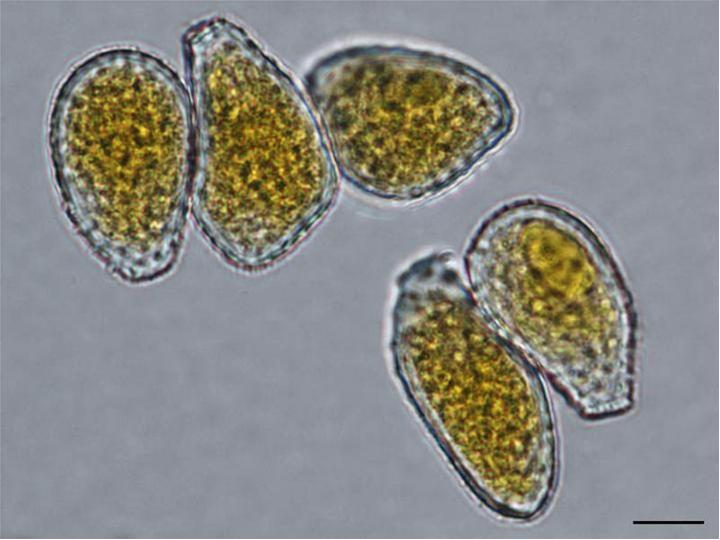